# São Pedro (Figueira da Foz)
São Pedro é uma vila portuguesa sede da freguesia de São Pedro do município de Figueira da Foz, freguesia com 7,01 km² de área e 2588 habitantes (censo de 2021), tendo, assim, uma densidade populacional de 369,2 hab./km².
A freguesia de São Pedro foi criada em 1985 por desanexação de territórios de Lavos e São Julião
A povoação de São Pedro foi elevada à categoria de vila em 12 de junho de 2009.

## Demografia
A população registada nos censos foi:
| Distribuição da população por grupos etários | Distribuição da população por grupos etários | Distribuição da população por grupos etários | Distribuição da população por grupos etários | Distribuição da população por grupos etários |
| -------------------------------------------- | -------------------------------------------- | -------------------------------------------- | -------------------------------------------- | -------------------------------------------- |
| Ano                                          | 0-14 Anos                                    | 15-24 Anos                                   | 25-64 Anos                                   | > 65 Anos                                    |
| 2001                                         | 414                                          | 354                                          | 1480                                         | 457                                          |
| 2011                                         | 430                                          | 281                                          | 1596                                         | 603                                          |
| 2021                                         | 331                                          | 219                                          | 1358                                         | 680                                          |